# Epibator
Epibator — рід сцинкоподібних ящірок родини сцинкових (Scincidae). Представники цього роду є ендеміками Нової Каледонії.

## Види
Рід Epibator нараховує 3 види:
- Epibator greeri (Böhme, 1979)
- Epibator insularis Sadlier et al., 2019[3]
- Epibator nigrofasciolatus (Peters, 1869)

## Етимологія
Наукова назва роду Epibator походить від сполучення слів дав.-гр. επι — на і βατης — той, хто ходить.